# Baignade dans un torrent
Baignade dans un torrent je francouzský němý film z roku 1897. Režisérkou je Alice Guy (1873–1968). Jedná se o jeden z jejích prvních filmů.
Film byl natočen ve stejný den a na stejném místě jako snímek Le Pêcheur dans le torrent. Na rozdíl od něj se však nejedná o komedii.

## Děj
Film zachycuje pět kluků se psem, kteří se koupou a dovádí v potoce. Chlapci mají na sobě plavky a neustále na sebe cákají protékající vodu.